# Reichskriminalpolizeiamt
Das Reichskriminalpolizeiamt (RKPA) war eine am 16. Juli 1937 aus dem preußischen Landeskriminalpolizeiamt (LKPA) hervorgegangene Zentralinstanz für die kriminalpolizeilichen Angelegenheiten im Deutschen Reich. Gründungsleiter war bis 1944 der zum Reichskriminaldirektor beförderte Kriminalbeamte Arthur Nebe, der 1941 zum SS-Gruppenführer und Generalleutnant der Polizei aufrückte. Nachfolger wurde am 15. August 1944 SS-Obersturmbannführer und Oberregierungsrat Friedrich Panzinger.

## Geschichte

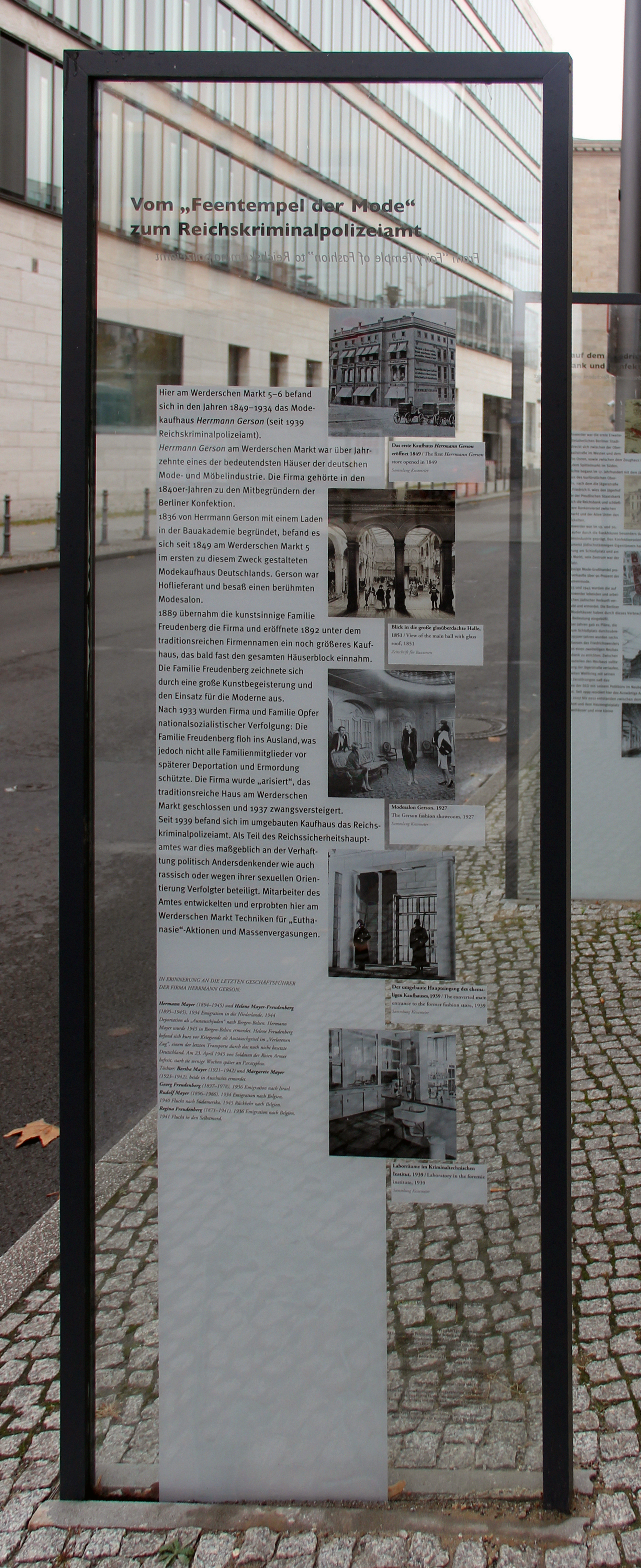
Gedenktafel am Haus, Werderscher Markt 11 (früher 5–6), in Berlin-Mitte

Zu Beginn des 20. Jahrhunderts wurde aus dem Kreis der Kriminalpolizei eine Zentralisierung durch Schaffung einer Spitzenbehörde für den kriminalpolizeilichen Apparat als zweckdienlich und effizienzsteigernd erkannt. Am 18. Juli 1922 beschloss daher der Reichstag ein Gesetz über die Schaffung eines Reichskriminalpolizeiamtes. Dem Reichsministerium des Innern unterstellt, sollte dieses auf Kriminalpolizeiämtern aufbauen, die von den Ländern zu schaffen wären. Nach den Bestimmungen des Gesetzes hatte die Reichsregierung das Inkrafttreten des Gesetzes mit Zustimmung des Reichsrates festzulegen. Allerdings kam es zwar teilweise (nicht z. B. in Baden) zum Aufbau der Länderkriminalpolizeiämter in den Jahren 1922 bis 1928, nicht jedoch zur Einrichtung eines Reichskriminalpolizeiamtes als länderübergreifende Zentralinstanz. Dieses Scheitern lässt sich auf die verschiedenen Bedenken und Vorbehalte einzelner Länder zurückführen, die ihre landesspezifischen Kompetenzen berührt sahen und eine zukünftig dominierende Vormachtstellung des Landes Preußens, in dem diese Institution ihren Sitz haben sollte, befürchteten. So sollten z. B. Beamte des RKPA im ganzen Reich eingesetzt werden und den Landesbeamten, nicht nur auf Polizeiebene, Weisungen erteilen dürfen. In der Praxis selbst wirkte bereits das preußische Landeskriminalpolizeiamt als größtes im Deutschen Reich und fungierte in Einzelfällen bereits als Quasi-Zentralbehörde bei der Verfolgung von Tätern und Aufklärung von länderübergreifenden Straftaten.

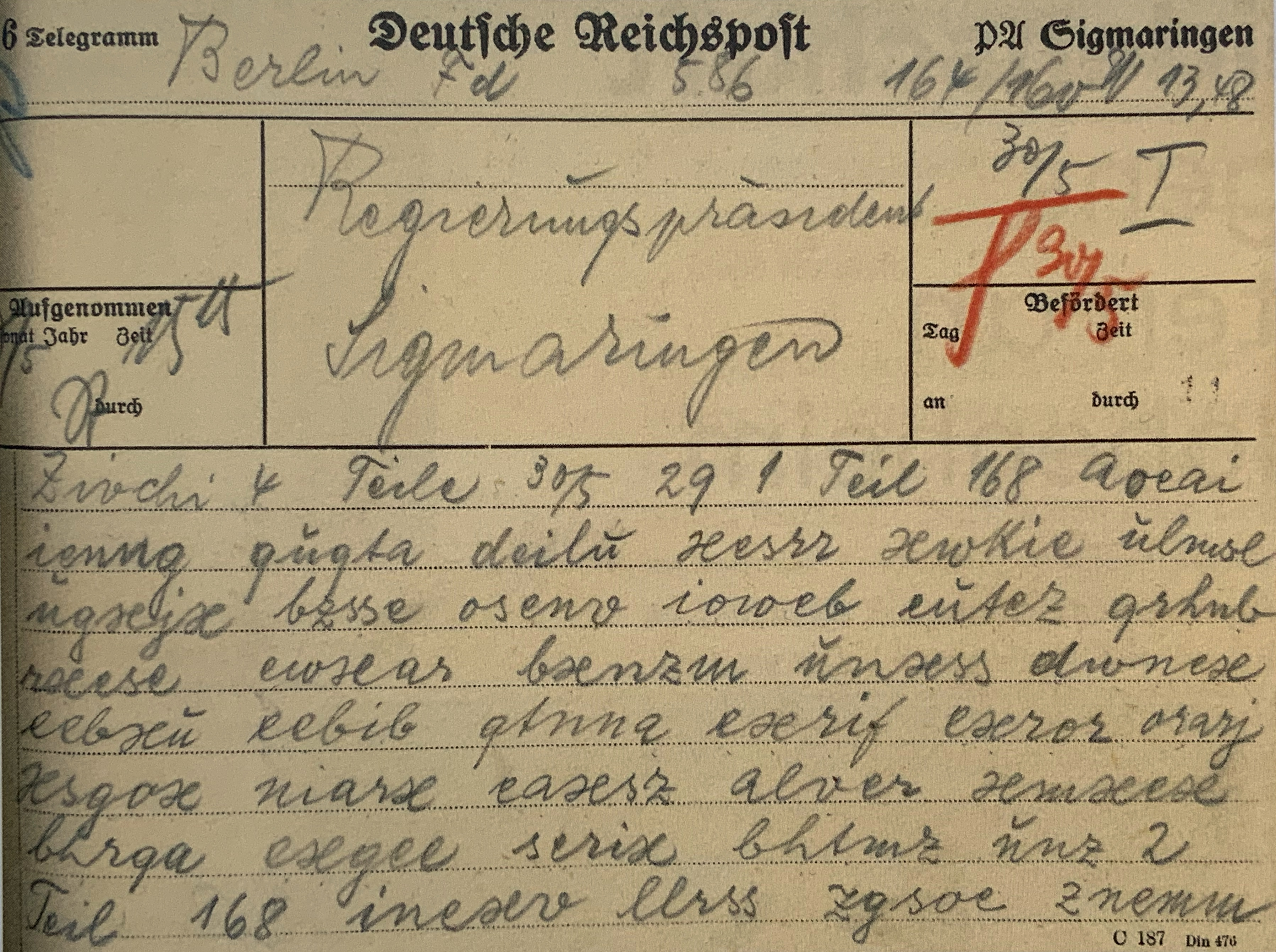
Verschlüsseltes Telegramm von 1929: LKPA Berlin an den Regierungspräsidenten von Sigmaringen wegen Beschlagnahmung

Beispiele für den Einfluss der Berliner Behörde sind die Beschlagnahmung von Druckschriften und Plakaten. So schickte das preußische Landeskriminalpolizeiamt am 30. Mai 1929 ein Telegramm an den Regierungspräsidenten des Regierungsbezirks Sigmaringen. Der verschlüsselte handschriftliche Text drängt auf die Beschlagnahmung der Erstausgabe einer Hetzschrift von „Dr. Goebbels“ mit dem Titel Der Nazi-Sozi.
Nach dem verabschiedeten Gesetz sollte es in jedem Land ein Landeskriminalpolizeiamt (LKPA), mit der entsprechenden Kriminalpolizei-Leitstellen (KPLSt) und bei dieser wiederum nachgeordneten Kriminalpolizei-Stellen (KPSt) geben. Auf Grund der Ländergröße waren die KPLSt an ihrem jeweiligen Sitz gleichzeitig KPSt. Lediglich in Preußen wurden auf Grund der Ausdehnung des Landes mehrere KPLSt errichtet. Die meisten Länder führten wie vorgesehen eine KPLSt ein.
Nach der Übernahme der staatlichen Macht durch die NSDAP und ihre deutschnationalen Bündnispartner erfolgte unter anderem auch eine Zentralisierung der staatlichen Funktionen von den Bundesstaaten hin zum Reich. Es begann der neue Reichsinnenminister Frick das Konzept aus den Anfängen der Weimarer Republik aufzugreifen und das preußische LKPA durch Eingliederung der Politischen Polizei und Unterstellung der Länderzentralen zur Bekämpfung von Falschgelddelikten, Taschendieben und Mädchenhandel, des Erkennungsdienstes sowie der Reichszentrale zur Bekämpfung von Rauschgiftvergehen, zur kriminalpolizeilichen Reichszentralstelle umzubauen. Schon am 18. Dezember 1934 wurde das preußische LKPA von der Berliner Kriminalpolizei gelöst und im Berliner Polizeipräsidium als eigenständige „fachliche Zentrale für die preußische Polizei“ organisiert. Als vorletzter Schritt erfolgte durch Erlass des preußischen Innenministers vom 20. September 1936 die Trennung des preußischen LKPA vom Berliner Polizeipräsidium und dessen Beauftragung mit der „fachlichen Leitung der Kriminalpolizei aller deutschen Länder“. Am 16. Juli 1937 wurde dann endgültig das preußische LKPA in das Reichskriminalpolizeiamt umgewandelt. Die personelle Ausstattung umfasste 1939 302 Kriminalbeamte, 24 Verwaltungsbeamte, 62 Angestellte und 24 sonstige Mitarbeiter.
Im Zuge der Verschmelzung von Partei- und Staatsaufgaben und der Transformation staatlicher in „führerunmittelbare“ Organisationen, wurde schließlich das RKPA zusammen mit der Geheimen Staatspolizei zunächst im Hauptamt Sicherheitspolizei zusammengefasst und am 27. September 1939 als Amt V in das neugeschaffene Reichssicherheitshauptamt (RSHA) integriert. Chef des RSHA wurde Reinhard Heydrich. Leiter des preußischen LKPA, des RKPA und schließlich des Amtes V des RSHA war seit 1935 bzw. 1937 Arthur Nebe.
Die Dienststellen des RSHA verteilten sich über das Berliner Stadtgebiet. Der Hauptsitz des RKPA war ab 1939 im Gebäude des ehemaligen Preußischen Landeskriminalpolizeiamtes am Werderschen Markt 5–6 in Friedrichswerder untergebracht. In dem Gebäude befand sich ursprünglich das Modehaus Herrmann Gerson, das der Familie Freudenberg im Zuge der „Arisierung“ geraubt worden war. Filialdienststellen lagen in der Wörthstraße 20 (Abteilungen V B 1 und V B 2) und in der Hauptstraße 144 (Abteilung V C).

## Aufbau und Gliederung
Aufgabe des RKPA war die reichsweite Zentralisierung des Kampfes gegen die Kriminalität, gegen die die neuesten Erkenntnisse und kriminaltechnischen Methoden zu jeder Zeit und an jedem Ort durch Spezialisten verfügbar gemacht werden sollten. Außerdem sollte eine zentrale Datensammlung aufgebaut und örtliche Kompetenzkonflikte ausgeräumt werden. Dem RKPA standen hierfür ein Netz von 51 Kriminalpolizeistellen, die in einem organisatorischen Überbau von 14 Kriminalpolizeileitstellen zusammengefasst wurden, sowie die verschiedenen Reichszentralen, wie z. B. für „Kapitalverbrechen“, „Rauschgiftvergehen“, „Mädchenhandel“, „Geldfälschungen“, zur „Bekämpfung des Zigeunerunwesens“ usw. zur Verfügung.
Angegliederte und neugebildete Reichszentralen vom 20. September 1936:
- Reichserkennungsdienst-Zentrale,
- die Reichszentralen zur Bekämpfung von Geldfälschungen,
- zur Bekämpfung von Rauschgiftvergehen,
- für Vermißte und unbekannte Tote,
- zur Bekämpfung unzüchtiger Bilder, Schriften und Inserate,
- zur Bekämpfung des internationalen Mädchenhandels,
- zur Bekämpfung internationaler Taschendiebe,
- zur Bekämpfung des Glücks- und Falschspiels,
- zur Bekämpfung des Zigeunerunwesens
- zur Bekämpfung von Kapitalverbrechen,
- zur Bekämpfung reisender und gewerbsmäßiger Betrüger und Fälscher,
- zur Bekämpfung reisender und gewerbsmäßiger Einbrecher

Die Gliederung des RKPA als Amt V des RSHA stellte sich nach dem Geschäftsverteilungsplan vom März 1941 wie folgt dar:
- Amt V (Verbrechensbekämpfung – Reichskriminalpolizeiamt) Chef SS-Brigadeführer und Generalmajor der Polizei Arthur Nebe, ab 15. August 1944 SS-Obersturmbannführer und Oberregierungsrat Friedrich Panzinger
  - V A (Kriminalpolitik und Vorbeugung): SS-Standartenführer Paul Werner
    - V A 1 (Rechtsfragen, internationale Zusammenarbeit und Kriminalforschung): Regierungs- und Kriminalrat Franz Wächter, später SS-Sturmbannführer und Regierungs- und Kriminalrat Josef Menke
    - V A 2 (Vorbeugung): SS-Sturmbannführer und Regierungsrat Friedrich Riese
    - V A 3 (Weibliche Kriminalpolizei): Regierungs- und Kriminalrat Friedrike Wieking

  - V B (Einsatz): Regierungs- und Kriminalrat Georg Galzow,
    - V B 1 (Kapitalverbrechen): Regierungs- und Kriminalrat Hans Lobbes, ab August 1944 nach der Verhaftung von Lobbes, übernahm SS-Obersturmführer Alfred Filbert die Leitung
    - V B 2 (Betrug): Kriminaldirektor Ernst Rassow
    - V B 3 (Sittlichkeitsverbrechen): Kriminaldirektor Gerhard Nauck

  - V C (Erkennungsdienst und Fahndung): Oberregierungs- und Kriminalrat Wolfgang Berger
    - V C 1 (Reichserkennungsdienstzentrale): SS-Sturmbannführer und Kriminaldirektor Hellmuth Müller
    - V C 2 (Fahndung): Kriminaldirektor Karl Baum

  - V D (Kriminaltechnisches Institut der Sicherheitspolizei): SS-Obersturmbannführer und Oberregierungs- und Kriminalrat Walter Heeß
    - V D 1 (Spurenidentifikation): SS-Hauptsturmführer und Kriminalrat Walter Schade
    - V D 2 (Chemie und Biologie): SS-Untersturmführer Albert Widmann (erprobte und entwickelte auch Techniken zum Massenmord mittels Giftgasen und Motorabgasen und wickelte die Beschaffung von Giftgas für die Aktion T4 ab.)
    - V D 3 (Urkundenprüfung): Kriminalrat Felix Wittlich

Diese Struktur blieb so bis Sommer 1944. Mit der Bezeichnung V Wi baute ab 1943 Alfred Filbert eine Gruppe zur Bekämpfung der Wirtschaftskriminalität auf, die sechs Referate umfasste. Nachdem er im August 1944 die Gruppe V B 1 übernommen hatte, rückte Karl Schulz in die Funktion des Gruppenleiters von V Wi auf.
Das als Amtsgruppe D bezeichnete Kriminaltechnische Institut (KTI) wurde bereits im April 1938 aus der Abteilung gerichtliche Chemie und Kriminaltechnik der Chemischen Landesanstalt Stuttgart gebildet. Der Leiter dieser Abteilung, Walter Heeß, wurde auch mit der Führung des KTI beauftragt, das im Oktober 1938 seine Tätigkeit aufnahm und mit den neuesten technischen Instrumenten und Mitteln an der Identifizierung von Werkzeug-, Faserspuren, der Untersuchung von Brand- und Schusswaffen, der Fälschung von Urkunden usw. arbeitete. Die „Expertise“ des KTI wurde auch bei der Umsetzung der Aktion T4 eingebracht, der „Tötung unwerten Lebens“. Das KTI verantwortete auch die Entwicklung der Massentötung von Menschen durch Giftgase (Kohlenmonoxid, Motorabgase) in Gaskammern und Gaswagen, die zunächst im Rahmen der Aktion T4 verwendet wurden.

## Nachfolgeeinrichtungen
Nach Kriegsende fand das RKPA im Bundeskriminalpolizeiamt am 15. März 1951 einen direkten Nachfolger. Als Sitz wurde Wiesbaden bestimmt. Aufgrund der Erfahrungen mit der exekutiv wirkenden Zentralbehörde des RKPA wurden allerdings die Kompetenzen im Wesentlichen auf Koordinierungsfunktionen ohne eigene Exekutivbefugnisse beschränkt (vgl. Art. 87 und 73 Grundgesetz).
In der Abteilung Kriminaltechnik des BKA fand auch das kriminaltechnische Institut einen Nachfolger mit einem ähnlichen Aufgabenkatalog, wie Forschungen zur Verbesserung und Etablierung effizienter Untersuchungsverfahren, Bereitstellung von Geräten und Daten aus Straftaten sowie technische und naturwissenschaftliche Einrichtungen für Ballistik, Brand- und Explosionsuntersuchungen, DNA-Analysen.